# 埃尔察赫
埃尔察赫（德語：Elzach，發音：[ˈɛltsax] ⓘ）是德国巴登-符腾堡州弗赖堡行政区埃门丁根县的城市，面积75.28平方千米，2023年12月31日人口为7,601人。